# Comuna Orbeasca, Teleorman
Orbeasca este o comună în județul Teleorman, Muntenia, România, formată din satele Lăceni, Orbeasca de Jos (reședința) și Orbeasca de Sus.

## Așezare
Comuna este situată în extremitatea de sud a României, în partea centrală a Câmpiei Române, în subdiviziunea Câmpiei Găvanu-Burdea, pe stânga râului Teleorman, având coordonatele de: 44,15° latitudine și 25,31° longitudine. Ocupă o suprafață de 10548 Ha având un climat temperat-continental cu o temperatură medie anuală de 10-11 °C și precipitații de 474–583 mm. 

## Transport
Prin comună trece drumul judetean DJ504, Alexandria - Pitești, comuna aflând-se la o distanță de 20 km de Alexandria și 100 km de Pitești. Altitudinea maximă este de 94 m. Flora este specifica zonei de vegetație de silvostepă.

## Istorie
Primele semne de locuire a teritoriului comunei Orbeasca datează din epoca bronzului timpuriu; aici au fost descoperite resturi de ceramică și unelte de silex, caracteristice culturii de Glina. Au fost descoperite diferite morminte și obiecte din prima perioadă a fierului Hallstatt (circa 1200 de ani î.Hr.) precum și tipare pentru turnat metale (îndeletnicirile traco-geților fiind agricultura, păstoritul, meșteșugurile).
La sfârșitul secolului al XIX-lea, pe teritoriul actual al comunei funcționau comunele Lăceni, Orbeasca de Jos și Orbeasca de Sus, toate trei aflându-se în plasa Târgului al județului Teleorman. Toate cele trei comune erau de sine-stătătoare și erau alcătuite doar din satele de reședință omonime respective, având: 1021 de locuitori (comuna Lăceni), 1600 de locuitori (comuna Orbeasca de Jos) și 1825 de locuitori (comuna Orbeasca de Sus). În fiecare comună funcționau câte o biserică și o școală mixtă. Școala din comuna Lăceni era frecventată de 49 de elevi, cea din Orbeasca de Jos de 20 de elevi, iar cea din Orbeasca de Sus de 45 de elevi.
Anuarul Socec din 1925 consemnează comuna Lăceni în plasa Alexandria a aceluiași județ și cu o populație de 1494 de locuitori., în timp ce comunele Orbeasca de Jos și Orbeasca de Sus sunt consemnate în plasa Slăvești a aceluiași județ cu o populație de 2193 de locuitori (în comuna Orbeasca de Jos) și 2612 de locuitori (în comuna Orbeasca de Sus).Comunei Orbeasca de Jos i s-a alipit la acea vreme și satul Oldăreasa,care în anul 1931, după o reorganizare administrativ-teritorială, dispare.
În anul 1950, comuna a trecut în administrația raionului Alexandria al regiunii Teleorman, raion care, doi ani mai târziu, a fost inclus în regiunea București.
În anul 1968, comuna a fost transferată la județul Teleorman, căpătând actuala formă. Tot atunci, comunele au fost contopite și au format împreună comuna Orbeasca, cu reședința în satul Orbeasca de Jos.

## Demografie
Componența etnică a comunei Orbeasca
     Români (89,42%)
     Romi (1,07%)
     Alte etnii (0,03%)
     Necunoscută (9,49%)
Componența confesională a comunei Orbeasca
     Ortodocși (89,83%)
     Alte religii (0,36%)
     Necunoscută (9,81%)
Conform recensământului efectuat în 2021, populația comunei Orbeasca se ridică la 6.472 de locuitori, în scădere față de recensământul anterior din 2011, când fuseseră înregistrați 7.625 de locuitori. Majoritatea locuitorilor sunt români (89,42%), cu o minoritate de romi (1,07%), iar pentru 9,49% nu se cunoaște apartenența etnică. Din punct de vedere confesional, majoritatea locuitorilor sunt ortodocși (89,83%), iar pentru 9,81% nu se cunoaște apartenența confesională.

## Politică și administrație
Comuna Orbeasca este administrată de un primar și un consiliu local compus din 15 consilieri. Primarul, Ilie-Marian Necșuțu[*], de la Partidul Național Liberal, este în funcție din 1 noiembrie 2024. Începând cu alegerile locale din 2024, consiliul local are următoarea componență pe partide politice:
|  | Partid                          | Consilieri | Componența Consiliului | Componența Consiliului | Componența Consiliului | Componența Consiliului | Componența Consiliului | Componența Consiliului | Componența Consiliului | Componența Consiliului |
|  | ------------------------------- | ---------- | ---------------------- | ---------------------- | ---------------------- | ---------------------- | ---------------------- | ---------------------- | ---------------------- | ---------------------- |
|  | Partidul Național Liberal       | 8          |                        |                        |                        |                        |                        |                        |                        |                        |
|  | Partidul Social Democrat        | 5          |                        |                        |                        |                        |                        |                        |                        |                        |
|  | Alianța pentru Unirea Românilor | 1          |                        |                        |                        |                        |                        |                        |                        |                        |
|  | Partidul Mișcarea Populară      | 1          |                        |                        |                        |                        |                        |                        |                        |                        |

## Personalități născute aici
- Marin Bănărescu (1890 - 1974), profesor universitar, considerat întemeietorul școlii românești de mașini termice.